# Ljudmila Gromova
Ljudmila Pavlovna Aseeva, coniugata Gromova e, successivamente, Permjakova (in russo Людмила Павловна Асеева-Громова-Пермякова?; Miass, 4 novembre 1942), è un'ex ginnasta sovietica, dal 1991 russa.

## Palmarès

### Olimpiadi
- 1 medaglia:
  - 1 oro (Tokyo 1964 nel concorso a squadre)